# Annet van Heusden
Annet van Heusden was een van de drie acteurs die in 1976 meewerkten aan de totstandkoming van het kinderprogramma Sesamstraat. Ze speelde kleuterleidster Annet.
Haar rol als lerares van een kleuterklas was de eerste poging van de makers om echte kinderen bij scènes te betrekken, zoals er ook in het Amerikaanse Sesame Street spontane, geïmproviseerde gesprekken plaatsvonden tussen Muppets en kinderen. Het idee werkte echter niet zoals gewenst, omdat de kinderen niet spontaan reageerden in de televisiestudio.
Van Heusden verliet de serie dan al gauw en ze was daarmee de eerste van de drie originele Sesamstraat-acteurs die stopte, al bleef ze achter de schermen nog wel actief. De tweede, Piet Hendriks, verliet het programma in 1984 naar aanleiding van een conflict, en de laatste, Sien Diels, speelde tot 2012 mee.
In de loop van de serie werden nog door verschillende acteurs nieuwe manieren uitgeprobeerd om met kinderen te werken. Heden ten dage bezoeken de Sesamstraat-acteurs kinderen op hun eigen, vertrouwde terrein: de kleuterschool. Ook wordt er aan het eind van een uitzending vaak door de acteurs een verhaal voorgelezen aan kinderen.
Ander werk dat Annet van Heusden leverde voor Sesamstraat was het schrijven van verhaaltjes voor 'Het boek van Ienie Mienie en haar vriendjes' uit 1981.